# Bo Yang
Bo Yang (chiń. upr. 柏杨; chiń. trad. 柏楊; pinyin Bó Yáng; ur. 7 marca 1920 w Kaifengu, zm. 29 kwietnia 2008) – tajwański pisarz, historyk, więzień polityczny za czasów dyktatury Czang Kaj-szeka.

## Życiorys
Urodził się w Kaifengu w prowincji Henan. Jego prawdziwe nazwisko brzmiało Guo Yidong (郭衣洞), literacki pseudonim Bo Yang przyjął w 1960 roku. W 1949 roku ewakuował się wraz z rządem republikańskim na Tajwan w związku ze zwycięstwem komunistów Mao Zedonga w chińskiej wojnie domowej. W 1950 roku został skazany na 6 miesięcy więzienia za słuchanie nadającej z kontynentu komunistycznej radiostacji.
Pracował jako dziennikarz, pisując do gazet eseje zawierające zawoalowaną krytykę rządzącego Kuomintangu. W 1968 roku został aresztowany pod zarzutem szpiegostwa na rzecz komunistów po tym, jak opublikował tłumaczenie amerykańskiego komiksu o Popeye’u, odebranego jako atak na prezydenta Czang Kaj-szeka. Sąd orzekł karę więzienia, którą odbywał na wyspie Lü Dao. Zwolniony w 1977 roku, zaangażował się w opozycję demokratyczną.
W latach 1994–1996 był przewodniczącym tajwańskiego oddziału Amnesty International. Nie angażował się czynnie w politykę, dystansując się zarówno od Kuomintangu jak i DPP. W 2000 roku został mianowany doradcą prezydenta Chen Shui-biana. Choć ostro krytykował rządzącą Chinami partię komunistyczną, był zwolennikiem integracji między obydwiema stronami Cieśniny Tajwańskiej. W 2006 roku przekazał swoje rękopisy Muzeum Chińskiej Literatury Współczesnej w Pekinie, co wywołało gwałtowną krytykę na Tajwanie.
Opublikował ponad 200 prac, z których największą sławę przyniosła mu zawierająca ostrą krytykę tradycyjnej chińskiej kultury Chǒulòu de Zhōngguórén (醜陋的中國人). Wydał także tłumaczenie klasycznej kroniki Zizhi Tongjian na współczesny język chiński i poczytną 3-tomową historię Chin.